# 三四郎 (お笑いコンビ)
三四郎（さんしろう）は、マセキ芸能社所属のお笑いコンビ。2005年5月結成。THE SECOND 〜漫才トーナメント〜2023ファイナリスト。

## メンバー
小宮 浩信（こみや ひろのぶ、1983年9月3日 - ）（41歳）
ツッコミ（場合によってはボケ）・ネタ作り担当。
東京都練馬区出身。

相田 周二（あいだ しゅうじ、1983年5月2日 - ）（42歳）
ボケ（場合によってはツッコミ）担当。
東京都荒川区町屋出身。

## 来歴
成城学園中学校時代の同級生によるコンビ。2人とも成城学園高校へ進学するが小宮は高校2年時に留年したため、1学年下で卒業している。クラスの温情で、本来の学年と同じC組での卒業アルバムの集合写真に載っている。小宮はC組であったが、D組の相田がいたクラスの集合写真にも一緒に載っている。中学時代はテニス部・サッカー部を経て、高校時代はホッケー部で東京選抜に選出された。
高校を卒業してからフリーターだった小宮が、成城大学に通っていた相田を誘う形でコンビ結成。当初はNSC東京校に入学予定だったが、入学の約2ヶ月前に願書を取りへ行った際に「まだ発行してないから2週間後くらいに郵送する」と言われたまま1ヶ月経っても届けて貰えず、焦って他の養成所を調べていたところでプロダクション人力舎が運営する養成所・スクールJCAの存在を知る。また、当時は人力舎の芸人が盛んでアンタッチャブルに憧れていたことから2004年にJCAへ13期生として入学、本格的な活動を始める。
コンビ名は、当時通っていた養成所（現在は西新宿へ移転）の向かい側にある杉並区立蚕糸の森公園から「さんし」を拝借したものが由来。後々で夏目漱石の小説『三四郎』のモデルとなった人物に小宮と同姓の小宮豊隆がいることを知人に聞き、「そっちのほうが博学に見えるから、それでいいや」という理由で訂正せず後付けという形で受け入れた。また、JCA在籍時からコンビ名は「三四郎」だった。
JCA在籍時の成績は常にトップクラスで、JCAの先輩であった慶から「こんなに成績が良いのはドランクドラゴンぶりだ」と高評価を受けるなど、自分たちが圧倒的に一番だと誇っていたがNSCとの対抗戦形式のライブで同期にあたるオリエンタルラジオの勢いに圧倒され、ショックを受け半年ほどで中退してしまう。その後、結成2・3年目頃に渋谷のマクドナルドで3人目のメンバーを加入させる是非を巡って衝突し、一度解散。その後、小宮は当時ピン芸人として活動していたJCA時代の同期・あべじゅりあ（現在はNSC東京校17期生であり、コンビ「ほっとライス」として活動後に解散）とコンビを組む。しかし1週間後にツッコミが欲しくなったため、相田が加入する形でトリオ「次男坊」を結成。当時はプロデューサーハウスあ・うんに所属していた。
トリオとして1年ほど活動するも「お前らにはついていけない」とあべが脱退。再び小宮・相田のコンビに戻り、「三四郎」として活動を再開。この時にボケとツッコミを交代した（ただし現在でも小宮がボケ、相田がツッコミを担うことがある）。フリーとして約3年ほどげんしじん事務所を中心にライブ活動を行う。
2008年、マセキ芸能社のオーディションに合格し下部組織「マセキユース」の所属が決まる。2010年のM-1グランプリでは初めて準々決勝まで進出。
2013年4月、日暮里サニーホールで行われた第12回漫才新人大賞の予選会において決勝進出を果たし、同年6月に国立演芸場で行われた決勝戦に出演。同年10月よりマセキ芸能社へ正式所属となる。また、同年に『ゴッドタン』へのブレイク芸人発掘企画にて、小宮の生意気なキャラクターが出演者やスタッフに大ハマりしたことで、ブレイクのきっかけを掴んだ。また、同年より2年連続で『THE MANZAI』の認定漫才師となった。
2015年4月から『三四郎のオールナイトニッポン』が放送開始。高い人気を獲得しており、三四郎のレギュラー番組の中では最も長く続いている。
2016年、小宮が約3年間欠けていた前歯を新しく入れて11月にはその状態でメディアに出演、歯の復活を報告した。
2016年〜2018年に『M-1グランプリ』で3年連続準決勝に進出している。しかし、ラストイヤーの2020年大会まで出場し続けるも遂に決勝進出は叶わなかった。ただし、2018年に開かれた同大会の開催記者会見においては唯一決勝進出未経験ながら参加するなど、漫才の実力者として一定の評価は受けていたのが窺える。お笑い賞レースのファイナリストにならずテレビに長年数多く出演している、昨今のお笑い界では珍しい芸人のため『無冠のブレイクスター』『バチボコTVスター』などと紹介されることも多い。
2023年、結成16年以上のお笑い賞レース『THE SECOND 〜漫才トーナメント〜』へ出場。選考会にてポットA（上位8組）に選出され、ノックアウトステージ32→16ではタモンズ、16→8では流れ星☆に勝利を収めグランプリファイナル進出を果たした。グランプリファイナルでは1回戦でスピードワゴンに勝利するも、準決勝でマシンガンズに敗退した。

## 芸風
- 主に漫才。相田が予想外にボケたり、小宮の滑舌の悪さをイジったりするスタイル。一見アドリブのようにすら見える独特なテンポを持ち味とする[16]。相田の美声を生かしたネタ（漫才）も多い。例として「手紙」「コマネチ」「ドリフ」「美容師」「阿波踊り」「誕生日」など。
- 基本的に小宮がツッコミで相田がボケだがネタによっては役割が入れ替わることも多く、『エンタの神様』では「漫才界の異端児」というキャッチフレーズが付いている。
- 小宮の入れるツッコミは「○○であれ!!（例：『ボケだったらツッコミの俺より異常であれ!!』など）」「親の敵のようにボケやがって!!」「バチボコ（『とても』『非常に』といった意味の副詞。例：『バチボコつまんねぇじゃねえかよ!!』など）」「バカな!?」「イジり急ぐな!!」「愚かだよ!!」「エゴ落とせよ!!」「聞ききれ!!」「やってる人の否定の仕方!!」「パン屋の名前のそれではない!!」「トゥクトゥク的なもので来てねえから!!」「新手の苦行か!?」「延髄を愛でるな!!」「舞台を大きく使うな!!」「吐瀉物みたいなボケしやがって!!」「脆弱なボケして来んじゃねえよ!!」など独特な言い回しが特徴。
- また、漫才中に小宮が同じ言葉を2回繰り返し発言して相田から「何で同じこと2回言ったんだよ?」と尋ねられ、すかさず「絶対伝えたいからだよ!!」と言い返すくだりも鉄板となっている。他には相田が小宮の青いジャケットを「海のコスプレ」とイジる、ツッコんだ際の相田の動きに小宮が「固い!!」「死んでる人と同じ固さだ!!」と続けてツッコむパターンもある。
- 漫才中の小宮がやる動きに相田が「お前、それ○○じゃねぇかよ」と反論し、小宮が「（相田が言ってる）○○はこうだよ!! （小宮が言ってる）○○はこうだよ!!」と返すくだりも多く見られる。
- 基本的に漫才を披露する際は、客から見てそれぞれ左右の舞台袖から小宮と相田が登場する。「人たち〜」と手を振りながら出てくることもある。
- 2010年代前半頃、ツッコミにも厭わずボケ続ける相田に対して小宮が「○○ってツッコんでるよボケ終われよ!!」と畳み掛け、更に「ボケ終われよって何だよ変なの出ちゃったよ!!」と続けてツッコむくだりが多かった。また、この頃は小宮が漫才開始前に舞台袖からサンパチマイクへ向かう途中で「絶対頑張りま〜す!!」と叫んだり、漫才終了後に客席に目を向け相田を指差しつつボソボソと呟きながらハケるくだりが恒例となっていたが、近年では見られなくなっている。
- 2010年代後半頃から、バラエティ番組に出演した際の自己紹介で小宮が「著しく売れかけている三四郎です」と発することが多く、漫才のツカミでも度々用いられていたが徐々に使われる機会が無くなった。
- ここ数年では漫才のオチで、相田のみが突然先にハケて小宮が「終わりで〜す」と客席に呼びかけてシメるパターンが多い。
- コントに対しては「何を演じても小宮になるから」という理由で消極的。ただし、レギュラー出演している『有吉の壁』ではショートコントを頻繁に演じるほか、単独ライブでは数本コントを披露している。

## エピソード
- フリー時代はげんしじん事務所のライブによく出演していたが、他の出演者である虹の黄昏を始めとした個性派たちにどう頑張っても歯が立たず、小宮から提案する形で現在の相田ボケ・小宮ツッコミという編成に変えてみると対抗していけるようになったという[17]。
- 2013年9月11日、小宮が雨の日に泥酔状態で終電に間に合わせようと路上を走っていたところ転倒し、顔面を強打して前歯2本が欠けた。その際、一緒にいた後輩が自分の血だらけになっている口元を見て引いていたのに気付き、「笑わせなければ!」と咄嗟に考えた小宮はオーバーリアクションで「大丈夫だ」とアピール。その結果勢い余ってガードレールに右膝が激突、亀裂骨折した。小宮曰く「ただの芸人魂」が引き起こした事故とのこと。その2日後に『ゴッドタン』の収録があったが、この怪我のため右脚をギプスで固めた上に車椅子へ乗った状態で出演した[18]。この様はスタッフ・共演者・視聴者に強烈な印象を残し、売れるきっかけになっていったという。その後もしばらくの間、ライブなどで松葉杖をついた姿が見られた。
- 上記の事故以降、欠けたままだった小宮の前歯は「放置すると顎関節症のおそれがある」などと指摘されたため2016年夏に治療を開始。この治療の様子は同年10月26日発売の撮り下ろしDVD『一九八三 〜進化〜』に「三四郎ドキュメント90日間」という企画として収録されており、11月7日の発売記念イベントで治療を終え綺麗になった前歯を一般公開した[19]。
- 2015年頃から先輩の千鳥とはテレビ番組などでも非常に親交が深く、プライベートでも大悟は小宮と飲みに、ノブは相田と飲みや脱出ゲームに行くなど仲が良い。

## 賞レース等の出場・実績

### M-1グランプリ
| 年度   | 結果         | 会場                       | 日時     | 備考                    |
| ------ | ------------ | -------------------------- | -------- | ----------------------- |
| 2006年 | 1回戦敗退    | TOKYO FM HALL              | 9月3日   | 次男坊時代              |
| 2008年 | 2回戦進出    | ラフォーレミュージアム原宿 | 11月2日  |                         |
| 2009年 | 3回戦進出    | ルミネtheよしもと          | 11月27日 |                         |
| 2010年 | 準々決勝進出 | メルパルクホール           | 12月3日  | 予選74位                |
| 2015年 | 準々決勝進出 | 浅草公会堂                 | 11月3日  |                         |
| 2016年 | 準決勝進出   | よみうりホール             | 11月19日 | 予選20位、敗者復活戦7位 |
| 2017年 | 準決勝進出   | NEW PIER HALL              | 11月15日 | 予選26位、敗者復活戦5位 |
| 2018年 | 準決勝進出   | NEW PIER HALL              | 11月15日 | 予選23位、敗者復活戦6位 |
| 2019年 | 準々決勝進出 | NEW PIER HALL              | 11月19日 |                         |
| 2020年 | 準々決勝進出 | NEW PIER HALL              | 11月17日 | ラストイヤー            |

- 2011年 THE MANZAI - 1回戦敗退
- 2012年 THE MANZAI - 2回戦進出
- 2013年 第12回漫才新人大賞 - 決勝進出
- 2013年 お笑いハーベスト大賞 - 本戦（準決勝）進出
- 2013年 THE MANZAI - 認定漫才師
- 2014年 THE MANZAI - 認定漫才師（予選サーキットランキング17位でワイルドカード決定戦に進出）
- 2015年 THE MANZAI マスターズ - 出演
- 2023年 THE SECOND 〜漫才トーナメント〜 - グランプリファイナル進出（準決勝敗退）

## 出演
※コンビでの出演を記載。単独出演はそれぞれ小宮浩信、相田周二を参照。

### テレビ番組

#### 現在のレギュラー番組
- 三四郎のDearボス（広島テレビ、2018年4月15日 - ）- MC
- 有吉の壁（日本テレビ、特番時代：第2回から第13回まで全て出演、レギュラー版：2020年4月22日 - ）
- デカ盛りハンター（テレビ東京、レギュラー第1期：2020年4月3日 - 2023年10月1日、特番：2023年11月26日、12月8日、レギュラー第2期：2024年4月5日 - ）- MC
- 22/7 計算外（TOKYO MX、2024年4月6日 - ）- MC

#### 不定期出演・準レギュラー番組
- ゴッドタン（テレビ東京） - 不定期出演
- アメトーーク!（テレビ朝日） - 不定期出演
- ロンドンハーツ（テレビ朝日） - 不定期出演
- 水曜日のダウンタウン（TBS） - 不定期出演（主に小宮のみ）
- ダウンタウンDX（日本テレビ・読売テレビ） - 不定期出演
- シューイチ（日本テレビ） - 不定期出演
- 有吉くんの正直さんぽ（フジテレビ）- 不定期出演
- 千鳥のクセスゴ!（
フジテレビ） - 不定期出演
- 証言者バラエティ アンタウォッチマン!（テレビ朝日） - 不定期出演
- 月ともぐら（テレビ東京）- 準レギュラー

#### 特別番組（MC・メインキャストなど）
- 芸能界黒歴史ツアーズ（AbemaTV、2016年10月21日・2017年1月29日・5月13日） - MC
- 芸Tuber（日本海テレビ、2016年12月26日・27日） - 野呂佳代、ニッチェと共にMC
- 世界カンペ旅（テレビ朝日、4月5日 - 26日） - メインキャスト
- 三四郎の恋するエビフライ（中京テレビ、2017年9月12日 - ） - 不定期特番MC
- 若イッテンモノ（AbemaTV、2018年 - ） - 不定期特番MC
- 3LDK 〜ラブ orマネー〜（Gunosy・LUCRA）2019年9月14日〜12月18日） - メインMC
- お願い!ランキング（テレビ朝日、2019年11月5日） - MC
- 怒りメシ（新潟テレビ21・山口朝日放送、2020年1月25日） - Creepy Nutsと共にMC
- お願い!ランキング（テレビゲーム総選挙 開票直前特別番組）（テレビ朝日、2021年12月15日） - MC
- 三四郎&Creepy Nuts 成長紀（日本テレビ、2021年12月28日） - Creepy Nutsと共にMC
- NFTオークション「デジセリ」（日本テレビ、2022年3月17日・24日[注 1]） - さらば青春の光の森田哲矢と共にMC
- 世界の社章から〜気になるカイシャに途中下車（CBC、2022年9月25日〜）（不定期特番）- メインキャスト

#### 過去のレギュラー番組
- 夕ぎりゲーム学園（テレビ東京、2016年4月4日 - 6月27日）
- お願い!ランキング（テレビ朝日、2015年6月16日・23日・11月4日（小宮）・2016年1月21日（小宮）・2月8日（小宮）・3月3日・4月7日・5月12日・6月23日・8月25日・2017年1月10日 - 3月28日・2019年6月24日・11月5日）
- 世界カンペ旅（テレビ朝日、2017年4月4日 - 24日） - メインキャスト
- 下町ロケバラエティ番組 浅草ベビ9（テレビ東京、2017年4月2日 - 9月24日） - 小宮MC、相田ナレーション[24]
- おはスタ（テレビ東京、2016年4月18日・5月16日・6月20日・7月4日・25日・8月1日・8日・22日・9月5日・19日・11月21日 - 2017年9月25日） - 月曜レギュラー[25]
- 下町ロケバラエティ番組 浅草うず九（テレビ東京、2018年1月14日 -  2018年4月2日） - 小宮MC、相田ナレーション
- イッテンモノ（テレビ朝日、2017年7月3日 - 8月7日・10月4日 - 2018年9月26日） - レギュラー
- 青春高校3年C組（テレビ東京、2018年4月4日 - 2020年3月27日・2020年4月6日 - 2021年4月1日） - 水曜MC→深夜枠でも継続してMC
- 22/7 計算中（TOKYO MX、2018年7月7日 - 2024年3月25日）- MC
- HKTBINGO!（日本テレビ、2018年7月17日 - 9月25日） - 指原莉乃とダブルMC
- SKEBINGO!（日本テレビ、2019年1月22日 - 4月2日） - MC
- 22/7 検算中（TOKYO MX、2021年1月9日 - 3月27日） - MC
- シブサワ解体深書（テレビ埼玉、2021年1月14日 - 2022年3月24日）
- 満パンスター2023 -さらば&三四郎が3月にライブすることだけ決まってる番組-（テレビ朝日、2022年10月3日 - 2023年3月28日）
- 三四郎のGG道場（BSJapanext、2023年4月29日 - 5月20日）
- タイチサン!（東海テレビ、2020年2月2日 - 2024年3月31日）

#### ドラマ
- #セルおつ（朝日放送、2017年4月29日・5月6日・13日） - カフェの客 役
- ドラゴン桜（TBS、2021年4月25日、5月2日(相田)・16日(小宮)） - コンビそれぞれ別の役で出演。
- デスゲームで待ってる（関西テレビ、2024年10月25日 - 12月27日） - 小西 役（小宮）、浅川 役（相田）[26]
- ゴースト・オブ・レディオ〜バチボコ怖い心霊バスツアー〜 ディレクターズカット版（2025年2月16日、WOWOW） - 本人 役[27]

### ラジオ番組
現在のレギュラー番組
- 三四郎のオールナイトニッポンシリーズ（ニッポン放送、2015年3月31日 - ）
  - 火曜二部（2015年3月 - 2016年3月）
  - 金曜二部（2016年3月 - 2019年3月）
  - 金曜一部（2019年4月 - 2021年3月）
  - 金曜二部（2021年4月 - ）

過去のレギュラー番組
- YOU&三四郎 恋愛見極め人 コレって脈あり!? （ニッポン放送、2018年10月5日 - 2019年3月22日）金曜日

単発番組
- オールナイトニッポンGOLD 初笑いSP（ニッポン放送、2014年1月1日）
- 三四郎のオールナイトニッポンGOLD（ニッポン放送、2014年3月21日）
- 三四郎のオールナイトニッポンR（ニッポン放送、2014年5月24日・8月30日）
- オールナイトニッポン ぶっとおしライブ LIVE FOR ONAIR（ニッポン放送、2015年12月29日） - 2日目MC
- 北海道新幹線開業特別番組 つながったのでノリこみます!（TBSラジオ、2016年3月26日）
- 三四郎のオールナイトニッポン年越し初笑いスペシャル（ニッポン放送、2016年12月31日 - 2017年1月1日）
- 三四郎のオールナイトニッポン年越し初笑いスペシャル（ニッポン放送、2017年12月31日 - 2018年1月1日）
- 三四郎のオールナイトニッポン0(ZERO) 第41回日本アカデミー賞スペシャル
- 三四郎のオールナイトニッポン 2019新春初笑い初笑いスペシャル（ニッポン放送、2018年12月31日 - 2019年1月1日）
- 三四郎のオールナイトニッポン年越し初笑いSP（ニッポン放送、2019年12月31日 - 2020年1月1日）
- 三四郎ラジオショー（ニッポン放送、3月29日）※ナイツの代理

### 主な出演ライブ
- パンキッシュガーデン エクストラシルバー（マセキ芸能社の定期ライブ。レギュラーメンバーと他社ゲストで3ヶ月に1度開催）
- 空飛ぶサンパチ（マセキユースによる月イチ漫才ライブ。2012年10月 - 2013年11月)
- 新宿GO!GO!LIVE（K-PRO主催の不定期ライブ）[31]
- マンション4（K-PRO主催の不定期ライブ。三四郎、マヂカルラブリー、浜口浜村、クロンモロンのユニットライブ）
- 3組のライブ（仮）（K-PRO主催の不定期ライブ。三四郎、浜口浜村、ドリーマーズのユニットライブ）
- ヤングⅢ（三四郎、笑撃戦隊、ぽ〜くちょっぷの3組で不定期に行っているユニットライブ）
- 漫才三唱（三四郎、銀シャリ、カミナリの3組によるネタ&トークライブ）

### 単独ライブ
- 道徳の日本男児（2010年6月21日、シアターブラッツ）
- 道徳の日本男児 其ノ弐（2011年8月20日、新宿シアターモリエール）
- 道徳の日本男児 其ノ参（2013年3月21日、新宿シアター・ミラクル）
- 道徳の日本男児 其ノ肆（2015年4月27日 - 29日、新宿シアターモリエール）
- 道徳の日本男児 其ノ伍（2020年7月31日、8月1日、草月ホール）
- 道徳の日本男児 其ノ陸（2021年7月31日、8月1日、草月ホール）
- 道徳の日本男児 其ノ漆（2022年7月23日、24日、草月ホール）
- 道徳の日本男児 其ノ捌（2023年7月22日、23日、草月ホール）
- 道徳の日本男児 其ノ玖
  - 2024年6月22日、23日（東京・草月ホール）
  - 2024年6月27日、28日（広島・JMSアステールプラザ 中ホール）
- 道徳の日本男児 其ノ拾
  - 2025年6月28日、29日（東京・草月ホール）
  - 2025年7月9日（広島・JMSアステールプラザ・大ホール）
  - 2025年7月11日（愛知・今池ガスホール）

### 映画
- MOOSIC LAB 2012 『新しい戦争を始めよう』（2012年）
- 『ゴッドタン THE MOVIE2 サイキック•ラブ』（2014年）
- 有吉の壁 カベデミー賞 THE MOVIE「万引き裸族」（2022年6月11日、ライブビューイングジャパン）[32]

### WEBCM
- 富士フイルム『ましかくプリント』（2017年、広瀬すずと共演。小宮は着ぐるみ「ましかくん」を着用しながら出演）
- ロート製薬『スキンアクアスプレー「WATER MAGICS」』（2017年）

### ネット配信番組
- 三四郎の『絶対頑張ります!（仮）』（ニコニコ生放送、毎月12日予定、2013年 - 2015年）
- カチコチTV（FANZA、2020年12月18日 - ） - 小宮はMC、相田は番組キャラクター「チン ポコペニ介」の声を担当
- 風雲!たけし城（Amazon Prime Video、2023年4月21日 - ）

### ネットドラマ
- ゴースト・オブ・レディオ〜バチボコ怖い心霊バスツアー〜（2024年11月17日・29日、Streaming+・PIA LIVE STREAM） - 本人 役[33]

### CM
- 従来型 売買手数料ゼロ コミュニティ型株取引アプリ「STREAM」/株式会社スマートプラス（2018年）
- NICOLESS「三四郎さんが○○を辞める?!」編、「三四郎さんが漫才」編（株式会社VUEN）[34]
- クーナッツ「クーナッツ漫才大賞 supported by 食玩ジャパン」三四郎編（2020年、バンダイ×BEAMS JAPAN）[35]
- QTTA（クッタ）「国際スパイ Qの秘密を追え」（東洋水産） [36]

## DVD
- ナイツ独演会 其の二（2012年1月11日発売）
- 三四郎 一九八三（2014年5月28日発売）
- 三四郎 一九八三 〜進化〜（2016年10月26日発売）

## 書籍
- 三四郎のオールナイトニッポン5周年プレミアムブック ゲラヘー!（2020年3月11日、扶桑社） ISBN 978-4594615277